# Ctenochromis pectoralis
Ctenochromis pectoralis је зракоперка из реда Perciformes и фамилије Cichlidae.

## Угроженост
Ова врста је наведена као изумрла, што значи да нису познати живи примерци.

## Распрострањење
Врста је пре изумирања била присутна у Кенији и Танзанији.

## Станиште
Ранија станишта врсте су била слатководна подручја.